# Dollhouse
Dollhouse é uma série de televisão americana de ficção científica criada pelo roteirista e diretor Joss Whedon, sob a Mutant Enemy Productions. Estreou em 13 de fevereiro de 2009 na rede FOX. Os episódios da primeira temporada de Dollhouse têm cerca de seis minutos a mais do que o padrão de dramas de uma hora na Fox porque o show foi ao ar com metade das faixas horárias de publicidade comercial. Após 8 de maio de 2009, no final da primeira temporada (episódio Omega), a série entrou em um breve hiatus antes de ser renovada para uma segunda temporada de treze episódios, que estreou no segundo semestre de 2009.
O episódio décimo terceiro da primeira temporada, Epitaph One, não foi transmitido nos Estados Unidos por diferentes razões contratuais, mas foi lançado em DVD depois de uma estreia na Comic-Con 2009, em San Diego. No entanto, foi exibido no Reino Unido em 11 de agosto de 2009 e no Brasil em 5 de novembro do mesmo ano, como parte da série. O DVD norte-americano foi lançado no dia 28 de julho de 2009 e o DVD do Reino Unido foi lançado no dia 7 de setembro de 2009.
Em Portugal, a série estreou em 4 de janeiro de 2010 no canal Fox Life. No Brasil, a Rede Globo estreou a série na madrugada de 3 de setembro, como tapa-buraco da programação. No dia 18 de novembro, após uma exibição e uma reprise, a série saiu do ar na Rede Globo, sendo substituída pela série Esquadrão Resgate.

## Sinopse
Eliza Dushku interpreta uma jovem chamada Echo, membro de um grupo de pessoas conhecidas como "ativos" ou "bonecas". As bonecas são pessoas cujas personalidades e existências no mundo foram limpas, com objetivo de as trocar conforme necessidade. O conteúdo pode incluir a memória semântica, memória muscular, habilidades e linguagem, conforme apropriado para tarefas diferentes (designadas por "compromissos"). A nova pessoa pode ser um amálgama de várias pessoas reais e o resultado final necessariamente incorpora tanto os pontos fortes como as falhas dos modelos nas personalidades.
Os ativos são, em seguida, alugados especialmente para o emprego, o que pode ser qualquer coisa, desde cometer um crime para realizar uma fantasia até realizar a escritura ocasional. Em acoplamentos, ativos são controlados internamente (e remotamente) por manipuladores. Os compromissos são eliminados da mente de uma boneca em um local semelhante a um laboratório futurista, uma empresa oculta apelidada de Dollhouse. A casa de bonecas está localizada em algum lugar em Los Angeles e é uma filial de um grupo de pesquisa misterioso conhecido como a Corporação Rossum.
A história segue Echo, que começa hoje, em seu estado vazio de mente, para se tornar autoconsciente. O programa também enfoca os empregados da casa de bonecas misteriosa, incluindo a gerente da casa de bonecas, Adelle DeWitt (Olivia Williams), ajudante de Echo, Boyd Langton (Harry Lennix) e os cientistas da computação Topher Brink (Fran Kranz), bem como outros dois dolls chamados Sierra e Victor (interpretados por Dichen Lachman e Enver Gjokaj), que são amigáveis e por vezes parecem lembrar Echo. Os nomes dos ativos são simplesmente letras do alfabeto fonético. Embora os ativos sejam ostensivamente voluntários que trabalham por um período de cinco anos, a operação é altamente ilegal e sob constante ameaça de Paul Ballard (Tahmoh Penikett), um agente federal determinado que ouviu um boato sobre as bonecas, e de um ativo desonesto chamado Alpha.

## Lançamentos em DVD/Blue-Ray
| Temporada completa | Datas de lançamento             | Datas de lançamento    | Datas de lançamento  |
| Temporada completa | Região 1 (Estado Unidos/Canadá) | Região 2 (Reino Unido) | Região 4 (Austrália) |
| ------------------ | ------------------------------- | ---------------------- | -------------------- |
| 1o                 | 28 de julho de 2009             | 7 de setembro de 2009  | TBA                  |
| 2a                 | TBA                             | TBA                    | TBA                  |

Dollhouse vendeu mais de 62.000 DVDs na primeira semana, faturando mais de 1 milhão de dólares.

## Elenco
- Elenco principal
  - Eliza Dushku é Caroline/Echo
  - Tahmoh Penikett é Paul Ballard
  - Harry J. Lennix é Boyd Langton
  - Fran Kranz é Topher Brink
  - Enver Gjokaj é Victor
  - Dichen Lachman é Sierra
  - Olivia Williams é Adelle DeWitt

- Elenco recorrente
  - Amy Acker é Claire Saunders/Whiskey
  - Miracle Laurie é Mellie
  - Alan Tudyk é Alpha
  - Liza Lapira é Ivy
  - Aisha Hinds é Loomis
  - Reed Diamond é Laurence Dominic
  - Kevin Kilner é Joe Hearn
  - Summer Glau é Bennett

## Cancelamento
A Fox cancelou a série oficialmente em 11 de novembro de 2009, durante a produção do episódio 11, mas foram ao ar todos os treze episódios que foram comprados da segunda temporada.

## Recepção da crítica
Dollhouse teve recepção mista por parte da crítica especializada. Com base de 28 avaliações profissionais, alcançou uma pontuação de 87% no Metacritic. Por votos dos usuários do site, atinge uma nota de 8.5, usada para avaliar a recepção do público.